# 鷗麥麥麥
鷗麥麥麥（暱稱：Maii）是台灣YouTuber放火旗下的虛擬YouTuber。配合宣傳活動，使其YouTube頻道訂閱人數在初配信前突破10萬。另預計於2025年內舉行首場線下演唱會。

## 角色設定
鷗麥麥麥的形象由台灣繪師米豆綠繪製，Live2D為Senkaro負責製作，人設是一隻不會飛的海鷗，生日4月1日，年齡130歲，身高141公分。她的蘿莉形象搭配可愛聲線具有記憶性，也曾模仿過高松燈的聲線演唱《BanG Dream! It's MyGO!!!!!》動畫插入曲春日影。

## 經歷
放火於2023年底招募旗下VTuber的中之人，並表示此舉源自於他在經歷人生的低潮時，受到VTuber的存在所拯救。2024年12月14日，鷗麥麥麥在YouTube上傳首部影片，並同步展開社群推廣及實體宣傳活動。
2025年1月5日，鷗麥麥麥的頻道訂閱數突破10萬，故在首次直播前便獲得YouTube白銀創作者獎。1月17日鷗麥麥麥進行YouTube初配信，其最高同時觀看數達1.9萬人。然而，因其模仿放火砸鍵盤，初配信僅進行約10分鐘便中斷結束。她在1月19日的直播途中收到放火製作的PowerPoint檔案，要求重新進行自我介紹，因此將直播封面改成「三欠初配信」。
鷗麥麥麥曾因在2025年2月2日的麥麥猜猜猜企劃中答錯第8題，而將自己的X社群平台暫時改名為「鷗睦睦睦」。之後因平台更名機制的冷卻時間限制，而無法立即改回原名稱。4月29日，放火與其製作人小聶在鷗麥麥麥的直播中宣布她即將在2025年內舉辦線下演唱會。

## 宣傳
為了推廣鷗麥麥麥，放火採取多種宣傳，包括在直播中故意曝光「鷗麥麥麥」的Live2D影像，並模擬失控情緒，將電腦的键盘與显示器摔壞；以及與YouTuber阿滴一同在街頭舉起寫有宣傳標語的纸板，並表示：「訂閱突破5萬將送出500杯『再睡5分鐘』飲料」。
放火舉辦抽獎活動，初配信前鷗麥麥麥的頻道訂閱數有多少，便送出同等價值的金條，金額最高上限為新台幣30萬元，最終抽出16.7萬元的金條給中獎的訂閱者。放火同時號召觀眾在西門町幫忙分發傳單，並親自在西門町街頭以三輪車進行巡迴宣傳。另外他也在新竹市遠東百貨架設平面看板大型廣告、士林夜市與漢神巨蛋投放3D廣告、台北101前擺放LED廣告車。

## 外部連結
- 維基數據上的鷗麥麥麥 (Q131816642)
- 鷗麥麥麥的官方网站 （繁體中文）（Archive.today的存檔，存档日期2025-05-30）
- 鷗麥麥麥的Threads（繁體中文）（Archive.today的存檔，存档日期2025-05-30）